# Galeka (Schiff)
Die Galeka war ein 1900 in Dienst gestellter Passagierdampfer, der von der britischen Reederei Union-Castle Line im Passagier- und Postverkehr zwischen Großbritannien und Südafrika eingesetzt wurde. Im Ersten Weltkrieg diente das Schiff als HMHS Galeka (His Majesty’s Hospital Ship) als Hospitalschiff, bis es am 28. Oktober 1916 bei La Hague auf eine deutsche Seemine lief und strandete. Sie war das erste Schiff der Union-Castle Line, das im Krieg verloren ging.

## Das Schiff

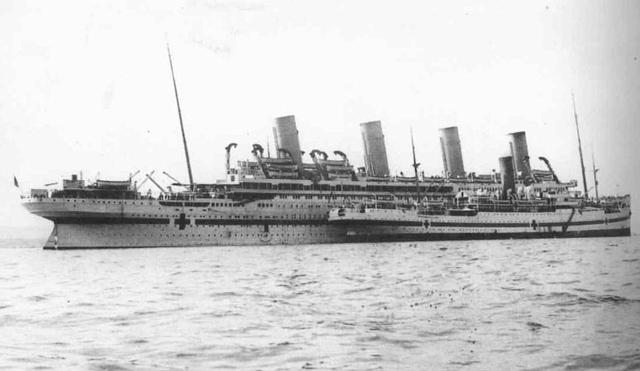
Die Galeka (Vordergrund) neben der wesentlich größeren Britannic.

Als sich im März 1900 die Reedereien Union Steamship Company Ltd. (Union Line, gegründet 1857) und Castle Mail Packet Company Ltd. (Castle Line, gegründet 1862) zusammenschlossen und die neue Union-Castle Line bildeten, gingen die Schiffe beider Unternehmen in das Eigentum der Union-Castle Line über. Das letzte Schiff, das die Union Line vor der Fusion in Dienst stellte, war der 6772 BRT große Passagierdampfer Galeka, der bei Harland & Wolff im nordirischen Belfast gebaut wurde. Am 21. Oktober 1899 lief das Schiff vom Stapel. Die Fertigstellung erfolgte am 23. Dezember 1899.
Sie war das zweite von drei Schwesterschiffen, die alle bei Harland & Wolff entstanden. Dies war das letzte Trio, das von der Union Line in Auftrag gegeben wurde. Die anderen beiden waren die German (Bj. 1898, später Glengorm Castle), die bis 1930 im Dienst war, und die Galician (Bj. 1900, später Glenart Castle), die 1918 im Dienst als Hospitalschiff ebenfalls von einem deutschen U-Boot versenkt wurde.
Alle drei Schiffe waren Doppelschrauben-Expressdampfer mit einer Vermessung von über 6700 BRT, die mit einem Schornstein, zwei Masten und Dreifachexpansions-Dampfmaschinen ausgestattet waren. Sie wurden im Passagierverkehr von Großbritannien nach Südafrika eingesetzt und konnten dabei 70 Passagiere der Ersten, 105 der Zweiten und 91 der Dritten Klasse befördern. Die Höchstgeschwindigkeit lag bei 12,5 Knoten (23,2 km/h).
Nach Ausbruch des Ersten Weltkriegs wurde die Galeka von der britischen Regierung angefordert und als Truppentransporter eingesetzt, um Soldaten des Australian and New Zealand Army Corps nach Gallipoli zu bringen. Danach wurde sie in ein Hospitalschiff mit 366 Betten umgewandelt und in den entsprechenden Farben Weiß und Grün angestrichen.
Am Sonnabend, dem 28. Oktober 1916 wollte die Galeka, die keine Patienten an Bord hatte, in den Hafen von Le Havre einlaufen. Fünf Seemeilen nordwestlich von Cap de la Hague auf der Position 49° 34′ N, 0° 5′ O lief sie auf eine Mine, die von dem deutschen U-Boot UC 26 (Kapitänleutnant Matthias Graf von Schmettow) gelegt worden war. Das Schiff konnte am Strand von La Hague auf Grund gesetzt werden, war aber ein Totalverlust. 19 Angehörige des Royal Army Medical Corps (RAMC) kamen bei dem Vorfall ums Leben.